# One Bloor Street East
Le One Bloor Street East est un gratte-ciel construit en 2017 à Toronto au Canada. Il s'élève à 257 mètres.